# Bridgetown, Nova Scotia
Bridgetown är en ort i Kanada.   Den ligger i provinsen Nova Scotia, i den sydöstra delen av landet, 800 km öster om huvudstaden Ottawa. Bridgetown ligger 20 meter över havet och antalet invånare är 949.
Terrängen runt Bridgetown är kuperad åt nordost, men åt sydväst är den platt. Bridgetown ligger nere i en dal. Runt Bridgetown är det glesbefolkat, med 10 invånare per kvadratkilometer.. Det finns inga andra samhällen i närheten. 
I omgivningarna runt Bridgetown växer i huvudsak blandskog.